# 서울용산초등학교
서울용산초등학교는 대한민국 서울특별시 용산구 한강로2가에 있는 공립 초등학교이다. 서울맹학교 용산캠퍼스와 부지를 공유한다.

## 학교 연혁
- 1945년 11월 1일 서울용산공립국민학교 개교
- 1960년 7월 1일 한강국민학교(10학급) 분리
- 1974년 2월 21일 서울효창국민학교 폐교로 학생편입(113명)
- 1996년 3월 1일 서울용산초등학교로 개칭[3]
- 2005년 6월 14일 체육관, 수영장 개관
- 2006년 2월 13일 도서관 확장(3실), 에듀케어(방과후 교실) 이전 정비
- 2006년 7월 1일 방송실 현대화 시설
- 2006년 10월 31일 학교 공원화 사업 준공
- 2007년 10월 1일 화장실 현대화 시설 완비
- 2008년 9월 4일 영어 전용교실 설치 이전
- 2008년 12월 18일 음악실 개선 공사
- 2010년 8월 30일 영어교실 설비 이전
- 2012년 2월 9일 소방시설 개선 공사
- 2014년 2월 15일 도서관 LED 조명공사
- 2017년 3월 1일 제26대 전용재 교장 취임
- 2017년 7월 1일 체육관 천정보수공사, LED등 전환교체
- 2018년 2월 28일 컴퓨터교육실 아동용 컴퓨터책상 15개 구입, 석면텍스교체공사 및 천정형 냉난방 시스템 설치
- 2018년 2월 28일 돌봄교실, 특수학급 바닥 마감 교체공사, 도서관 바닥 보수공사
- 2018년 3월 30일 전 교실 방염처리 블라인드 교체
- 2019년 1월 15일 미술실 바닥공사, 식생활관 냉난방기 교체, 본관 계단 러버타일 교체공사
- 2019년 2월 15일 제73회 졸업식
- 2019년 3월 1일 15학급(특수 1) 편성
- 2021년 3월 1일 제 27대 김기인 교장 취임

## 참고 자료
- 서울용산초등학교 - 한국교육학술정보원 학교알리미